# Пиловловлювач (доменне виробництво)

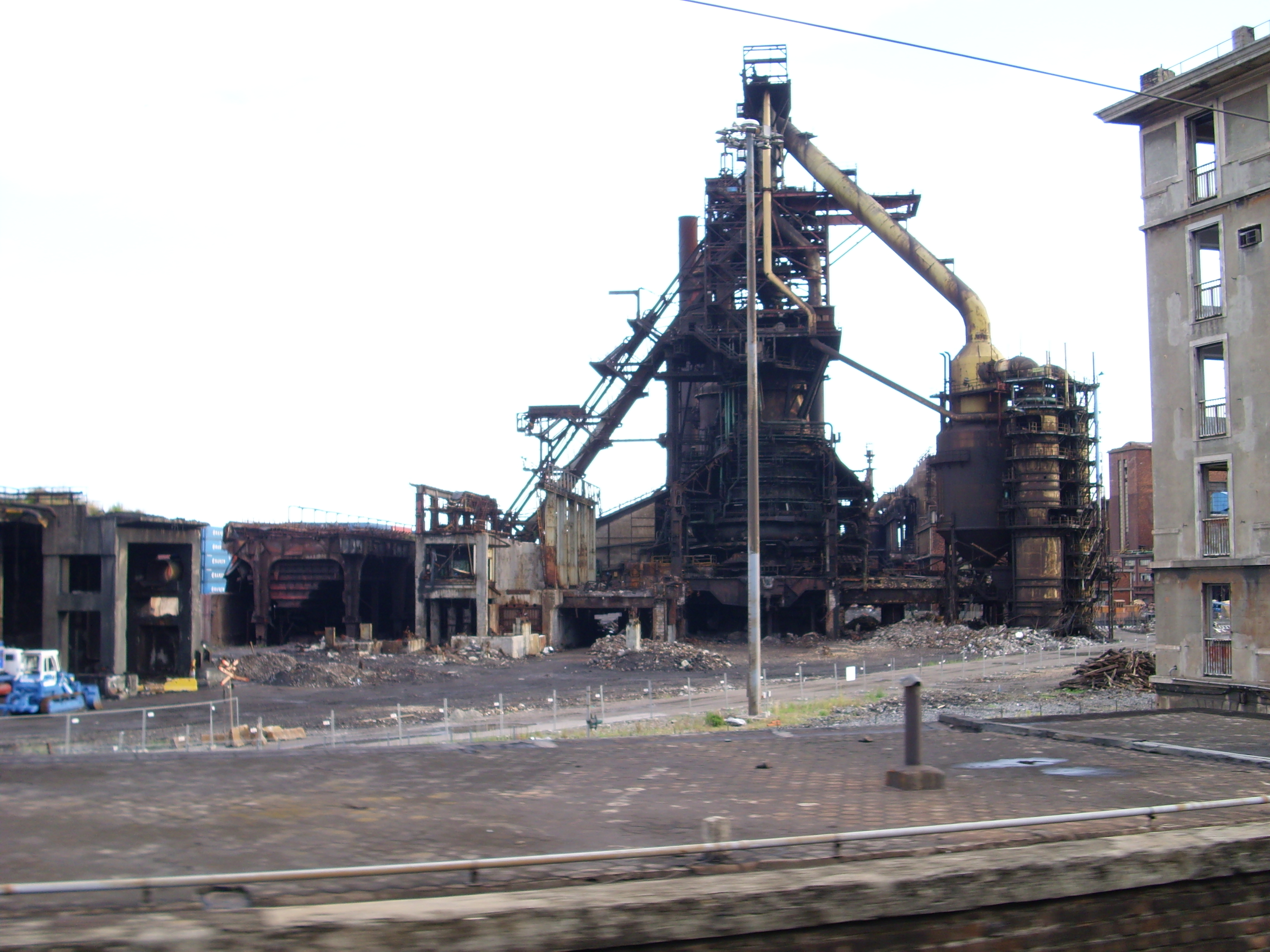
Доменна піч і пиловловлювач. Пиловловлювач розміщено праворуч. Від печі до пиловловлювача доменний газ прямує по нахиленому газопроводу — на фото жовтого кольору.

Пиловло́влювач — пристрій для грубої очистки доменного газу після виходу його з доменної печі.
Разом з газом із доменної печі виноситься значна кількість дрібної фракції шихтових матеріалів. Забруднений пилом газ неможливо використовувати, тому його необхідно очистити від пилу. При роботі доменних печей на шихті поганої якості без підвищення тиску газу в робочому просторі печі, як це було на багатьох печах до середини XX століття, вміст пилу в газі становить 50—60 г/м3, а іноді досягає 100 г/м3  Підготовка шихти до плавки, зменшення швидкості газу при підвищені його тиску на колошнику знижують вміст пилу в газі до 15—30 г/м 3.
Очищення доменного газу у пиловловлювачі знижує вміст пилу у газі до 1—3 г/м3. 

## Будова

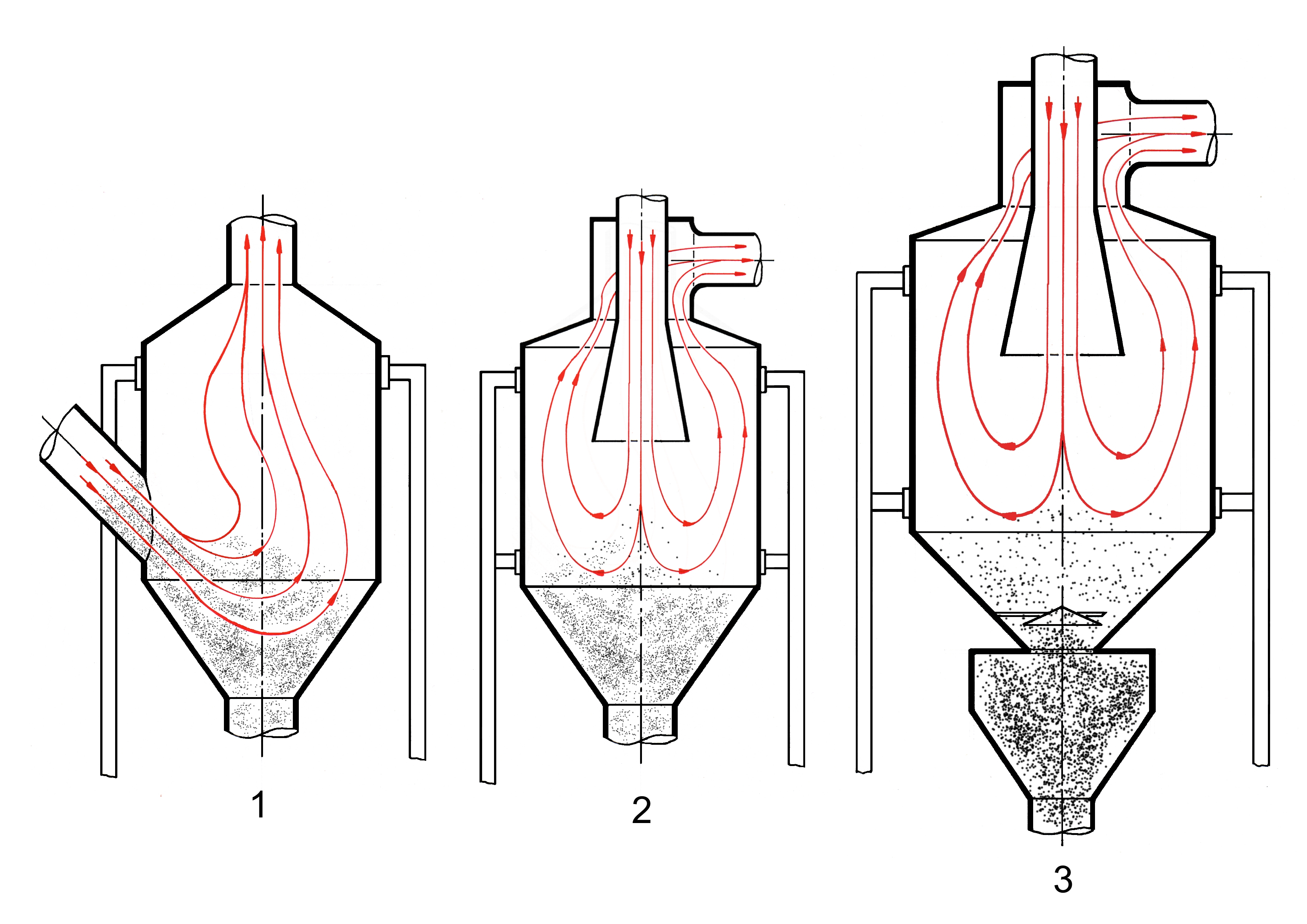
Варіанти будови і роботи пиловловлювачів доменних печей.

Пиловловлювач являє собою вертикальний резервуар циліндричної форми діаметром до 12 м з конічними частинами зверху і знизу, зсередини футерований шамотною цеглою. Встановлюється пиловловлювач на колонах біля доменної печі. Від доменної печі до пиловловлювача йде низхідний нахилений газопровід.
Нагорі пиловловлювача знаходиться відсічний клапан, що слугує для відокремлення доменної печі від газової магістралі під час її зупинок. Знизу пиловловлювача знаходиться пильовий клапан, що слугує для випуску назбираного у пиловловлювачі пилу.
На сучасних доменних печах встановлюється один або два пиловловлювача.

## Принцип роботи пиловловлювача
Газ з доменної печі потрапляє у пиловловлювач по низхідному нахиленому газопроводу через вертикальну трубу. При переході газу з труби меншого перерізу в циліндр більшого перерізу відбувається збільшення об'єму газу і зниження його швидкості. При цьому пил, будучи більш тяжким компонентом, під дією сили тяжіння і інерції спадає донизу, а газ, значно очищений в такий спосіб, підіймається вгору і через газопровід нагорі пиловловлювача виходить з пиловловлювача і йде далі по газопроводу на напівтонке очищення у скрубері.
По мірі накопичення пил з пиловловлювача через випускний клапан вивантажується у залізничні вагони. Випуск пилу відбувається, зазвичай, щодоби. Щодня з пиловловлювача вивантажується один або два залізничних вагони пилу — від 60 до 120 тонн, в залежності від об'єму печі та кількості і якості шихти, завантаженої у піч, і роботи печі. Пил, вивантажений з пиловловлювача називається колошниковим пилом, він містить зазвичай до 40 % заліза і йде на переробку.